# Nurafshon
Nurafshon (kyrillisch Нурафшон; russisch Нурафшон Nurafschon; bis 2017 Toʻytepa) ist eine Stadt in der usbekischen Viloyat Taschkent, gelegen etwa 30 km südlich der Hauptstadt Taschkent auf 395 m Seehöhe. Nurafshon ist Hauptort des Bezirks Oʻrtachirchiq (ehemals russisch Среднечирчик Srednetschirtschik). Gemäß der Bevölkerungszählung 1989 hatte Toʻytepa damals 17.500 Einwohner, einer Berechnung für 2009 zufolge beträgt die Einwohnerzahl 20.682. 2022 waren es 52.700 Einwohner.
Nurafshon wurde 1973 zur Stadt erhoben und liegt an einer Straße zwischen Taschkent und Kokand. Von Bedeutung ist die in der Stadt angesiedelte Bekleidungsindustrie.
Bei Nurafshon befindet sich ein Flugplatz, der jedoch nicht mehr in Betrieb steht.